# Etsushi Ogawa
Etsushi Ogawa (jap. 小川 悦司, Ogawa Etsushi; * 23. Februar 1969 in der Präfektur Niigata, Japan) ist ein japanischer Manga-Zeichner.
Die Kurzgeschichte King of Fresh war 1995 seine erste Veröffentlichung. Diese erschien im Manga-Magazin Magazine Fresh. Für dessen Schwestermagazin Shōnen Magazine zeichnete er von 1995 bis 1999 unter den Titeln Chūka Ichiban! (中華一番!) und Shin Chūka Ichiban! (真・中華一番!) eine Geschichte um einen Koch in China. Dieser Manga wurde auch in 17 Sammelbänden herausgegeben und als Anime-Fernsehserie. Wegen der Popularität dieses Mangas brachte Ogawa auch einige illustrierte Kochbücher heraus.
Es folgten weitere Comics rund ums Essen. Von 2001 bis 2004 schuf er für die Magazine Shōnen Magazine und Magazine Special die Serie Food Hunter Sōraiden (フードハンター双雷伝) sowie 2005 dessen Fortsetzung Bakumetsu Sōraiden (幕末双雷伝). Diese beiden Comicserien gemeinsam umfassen sechs Sammelbände.
Seit 2006 arbeitet der Zeichner an Tenshi no Furaipan (天使のフライパン, übersetzt: Die Bratpfanne des Engels) für das Comic Bom Bom-Magazin, das sich an eine etwas jüngere Zielgruppe richtet als die Magazine, für die er vorher gearbeitet hat. Der Manga, der wie Chūka Ichiban! jugendliche Köche als Hauptfiguren aufweist, gewann 2007 den Kōdansha-Manga-Preis in der Kategorie „Kinder“ (Kodomo).
Ogawas Werke sind allesamt der Shōnen-Gattung zuzuordnen, weil sie ursprünglich vor allem für Jungen im Grund- und Mittelschulalter geschaffen wurden.
| Personendaten    | Personendaten              |
| ---------------- | -------------------------- |
| NAME             | Ogawa, Etsushi             |
| ALTERNATIVNAMEN  | 小川 悦司 (japanisch)      |
| KURZBESCHREIBUNG | japanischer Manga-Zeichner |
| GEBURTSDATUM     | 23. Februar 1969           |
| GEBURTSORT       | Präfektur Niigata, Japan   |